# Yangisuw-Schlucht
Die Yangisuw-Schlucht ist eine Schlucht in Turkmenistan.

## Lage
Die Schlucht befindet sich im Westen Turkmenistans im Kopet-Dag, einem Gebirge, das sich vom Iran bis nach Turkmenistan erstreckt. Die nächstgelegene Großstadt ist Turkmenbashi am Kaspischen Meer, das knapp 200 Kilometer westlich der Schlucht liegt. Das umliegende Plateau ist bekannt für die dort befindlichen Fossilien. Außerdem gibt es in der Region weitere Schluchten, wobei insbesondere die Yangykala-Schlucht bekannt ist.

## Eigenschaften
Die Schlucht ist vor allem für ihre bizarren Felsformationen und farbenreichen Kalksteinablagerungen bekannt.

## Tourismus
Die Schluchten Yangisuw und Yangykala sind Teil vieler Rundreisen durch Turkmenistan, aber auf Grund ihrer schlechten Erreichbarkeit im Kopet-Dag, umgeben von der Wüste Karakum, kein Ziel des Massentourismus.